# Токіо-Ханеда
Міжнародний аеропорт То́кіо (яп. 東京国際空港, とうきょうこくさいくうこう, Tōkyō Kokusai Kūkō; англ. Tokyo International Airport) — державний вузловий міжнародний аеропорт в Японії, розташований в місцевості Ханеда району Ота метрополії Токіо. Розпочав роботу 1931 року. Початково спеціалізувався на внутрішніх та міжнародних авіаперевезеннях, проте після відкриття Міжнародного аеропорту Наріта 1978 року став приймати, в основному, внутрішньояпонські авіарейси. Часто називається аеропортом Ханеда (яп. 羽田空港, はねだくうこう, ханеда куко; англ. Haneda Airport) або Токійським аеропортом.